# Universitat a Distància de Madrid
La Universitat a Distància de Madrid (UDIMA) és una universitat privada amb seu al municipi madrileny de Collado Villalba.

## Institució i activitat
La Universitat va iniciar la seva docència el 14 de juliol del 2006,convertint-se així en la tercera universitat a distància de l'estat espanyol i la primera privada d'aquest tipus. Els seus plans d'estudis oficials han estat verificats de manera positiva per L'Agència Nacional de l'Evaluació de la Qualitat i Acreditació i autoritzada per l'implantació dels títols, sent la fundació Madrid+d l'encarregada de fer el seguiment dels mateixos. A més és membre de l'Associació d'Universitats Europees. El 2018 tenia una oferta de 16 titulacions de Grau, 4 Dobles Graus ,4 cursos d'adaptació al Grau i 35 titulacions de Màster. Altres serveis amb els que compta son un institut d'idiomes propi orientat al món laboral i el Doctorat en Dret i Societat a distància

## Metodologia
En el marc de l'ensenyament europeu subscrita sota l'acord de l'EEES, la UDIMA imparteix un ensenyament en línia, això és en general, mitjançant recursos digitals, aules virtuals i tutories individuals. No obstant els exàmens finals de cada assignatura es duen a terme de forma presencial.